# Муйжниекс, Индрикис
Индрикис Муйжниекс (Муйжниек Индрикис Оскарович; латыш. Indriķis Muižnieks; 9 июля 1953 года, Рига) — советский и латвийский биолог. Хаб. доктор биологии (1997), действительный член Академии наук Латвии (2000). Профессор (1997) и ректор Латвийского университета (2015).

## Биография
Родился 9 сентября 1953 года в семье сценографа театра Дайлес Оскара Муйжниекса и его супруги, руководителя литературной части театра Норы Ветры-Муйжниеце.
Закончил Рижскую 50-ю школу.
В 1976 году окончил биологический факультет Латвийского государственного университета, получил распределение в лабораторию физиологии развития растений ЛГУ, где работал научным сотрудником до 1990 года.
В 1980 году защитил диссертацию на соискание учёной степени кандидата биологических наук в Московской сельскохозяйственной академии имени К. А. Тимирязева «Трансформация пуриновых и пиримидиновых соединений почвенными микроорганизмами по параллельным путям метаболизма».
Повышал квалификацию на кафедре генетики Регенсбургского университета (1988—1989) и в Институте генетики Кёльнского университета (1992—1996).
С 1992 года доцент Биологического факультета ЛУ, с 1992-го по 1998 год руководил кафедрой физиологии растений и микробиологии.
В 1997 году получил учёную степень хабилитированного доктора биологии с собранием работ «Исследование микробиологического синтеза различных иммуномодуляторов».

## Карьера
С 1997 года по 2000 год — декан Биологического факультета ЛУ, профессор.
С 1998 года — заместитель председателя Сената ЛУ, член-корреспондент Латвийской АН.
С 2000 года по 2015 год — проректор ЛУ по научной работе, действительный член Академии наук.
Ректор Латвийского университета с июня 2015 года, в 2019 году переизбран на эту должность, однако после первого голосования по его кандидатуре, когда количество голосов за него и против разделилось почти поровну, министр образования и науки Инга Шуплинская решила не рекомендовать Кабинету министров утверждать Муйжниекса на должности. Это вызвало непонимание в обществе и подозрения в том, что неутверждение ректора имеет политические причины. Профессор ЛУ Илма Чепане назвала эту ситуацию беспрецедентным вмешательством государства в академическую свободу.

## Награды
- Почётная грамота Президента Латвии (2019)[3].

## Публикации
Автор более 140 научных работ и 12 патентов.
- C.Aslanidis, I.Muiznieks, R.Schmitt. Successive binding of raf repressor to adjacent raf operator sites in vitro. — Mol.Gen.Genet.,1990, vol. 233, pp. 297—304.
- R.Jaenicke, I.Muiznieks, C.Aslanidis, R.Schmitt. Ultracentrifugal analysis of the qaternary structure of the raf repressor from Escherichia coli. — FEBS Lett., 1990, vol. 260, pp. 233—235.
- I.Muiznieks, R.Schmitt. The role of two operators in regulating raf-operon in Escherichia coli. — Mol.Gen.Genet., 1994, vol. 242, pp. 90-99.
- I.Muiznieks, W.Doerfler. The impact of 5’-CpG-3’ methylation on the activity of different eukaryotic promoters: a comparative study. — FEBS Lett., 1994, vol. 344, pp. 251—254.
- I.Muiznieks, W.Doerfler. The topology of the promoter of RNA polymerase II- and III-transcribed genes is modified by the methylation of 5’-CpG-3’ dinucleotides. — Nucl. Acids Res., 1994, vol.22, pp. 2568—2575.
- Nikolajeva V., Eze D., Kamradze A., Indulena M., I.Muiznieks. Protective effect of adenylate deaminase (from Penicillium lanoso-viride) against acute infections in mice. — Immunopharmacology, 1996, vol. 35, pp.163 — 169.
- I.Muiznieks, W.Doerfler. Unusual electrophoretic properties of DNA fragments having specific sequences in the single stranded overhangs. — Nucl. Acids.Res., 1998, vol. 26, pp. 1899—1905.
- I.Muiznieks, N.Rostoks. Analysis of Specific Protein-DNA Interactions. — In: Basic Cloning Procedures. V.Berzins (ed.), Berlin: Springer Verlag, 1998, pp. 68 −104.
- I.Muiznieks, N.Rostoks, R.Schmitt. Effective regulation of transcription of the bacterial raf operon by two Raf repressor dimers and CAP protein that bend DNA in opposite directions. — Biol.Chem., 1999, vol. 380, pp. 19-29.
- I.Muiznieks. Natural Sciences in the University of Latvia: Scientiae et Patriae; — Latvijas vesture (History of Latvia), 1999, N 1 (33), pp. 13-20 (in Latvian).
- V.Nikolajeva, D.Eze, Z.Petrinja, I.Muiznieks. Treatment of experimental autoimmume encephalomyelitis with adenylate deaminase from Penicillium lanoso-viride. — J. Autoimmun., 2000, vol. 14, pp. 107—113.
- V.Nikolajeva, D.Eze, Z.Petrinja, I.Muiznieks. Treatment of Pharmacokinnetics and tissue distribution of adenylate deaminase (from Penicillium lanoso-viridae) in mice (Preprint).
- M.Munnes, S.Fanaei, B.Schmitz, I.Muiznieks, A.M.Hlschneider, W.Doerfler. Familial form Hirschpring Disease:Nucleotide sequence studies reveal point mutations in the Ret Proto-oncogene in two of six families but not in other candidate genes. — Am. J. Med.Genetics, 2000, vol. 94, pp. 19-27.
- R.Remus, M.Zeschnigk, I.Zuther, A.Kanzaki, H.Wada, A.Yawata, I.Muiznieks, et al. The state of DNA methylation in the promoter region of the human red cell membrane protein (Band 3, Protein 4,2 and beta- Spectrin Genes). — Gene Func. Dis., 2001, vol. 2, pp. 171—184.
- E.Polyakov., D.Erts, U.Malinovskis, I.Muiznieks, E.Tuite. SPM studies of DNA Architectures on Au(111) and Mica Surfaces. — Phys. Low-Dim. Struct., 2003, N 3/4, pp. 269—276.
- T.Zorenko, N. Matjuskova, I.Muiznieks. The effects of mushroom shiitake on ontogenesis and reproduction of the social vole Microtus socialis (Rodentia, Cricitidae). — Baltic Journal of Laboratory Animal Science, 2003, vol. 13, N 2, pp. 69 — 78.
- M.Dalecka, N.Matjuskova, I.Muiznieks. The identification of the incompatibility groups of Letinula edodes with different methods using strain collection at the University of Latvia and natural isolates from open-air grown mushrooms — Forestry Studies, 2004, vol. 48, pp. 63-72.
- N.Hochstein, I.Muiznieks, L.Corzilius, S.Auerlochs, H.Brondke, W.Doerfler. The Fate of Viral Transgenes in Mammalian Cells. — Deutsche Gesllschaft f. Virologie, 2005, p. 592